# Чизерано
Чизерано (італ. Ciserano) — муніципалітет в Італії, у регіоні Ломбардія,  провінція Бергамо.
Чизерано розташоване на відстані близько 480 км на північний захід від Рима, 35 км на північний схід від Мілана, 14 км на південний захід від Бергамо.
Населення — 5820 осіб (2014).
Щорічний фестиваль відбувається  25 квітня та 11 листопада. Покровитель — Святий Марко.

## Демографія
Населення за роками:

Станом на 1 січня 2023 року в муніципалітеті офіційно проживали 884 іноземці з 40 країн, серед них 152 громадяни країн Євросоюзу та 7 громадян України.

## Сусідні муніципалітети
- Арчене
- Больтієре
- Понтіроло-Нуово
- Верделліно
- Верделло